# Eustache Kugler
Pour les articles homonymes, voir Kugler.
Eustache Kugler (1867-1946), est un religieux allemand, de l'ordre des hospitaliers de Saint-Jean-de-Dieu, vénéré comme bienheureux par l'Église catholique.

## Biographie
Joseph Kugler, de son nom de naissance, naît en 1867 à Nittenau. Un accident survenant dans sa jeunesse le laisse handicapé d'un pied pour le restant de sa vie. Appelé à la vie religieuse, et désirant se mettre au service des malades, il entre en 1893 dans l'ordre des hospitaliers de Saint-Jean-de-Dieu, y prenant le nom de frère Eustache (Eustachius).
Son attention se porte particulièrement sur les invalides et les handicapés, dont il dévoue la plus grande partie de son temps. Il devient provincial de la Bavière en 1925, ayant à sa charge la responsabilité d'une quinzaine d'hôpitaux, et fait construire l'hôpital de Ratisbonne. Sous le Troisième Reich, il s'oppose au régime hitlérien et à l'euthanasie des malades, invalides et handicapés réalisée en masse. Il est plusieurs fois interrogé par la Gestapo. Eustache Kugler meurt d'un cancer le 10 juin 1946.

## Béatification et canonisation
- 1963 : ouverture de la cause en béatification et canonisation.
- 19 décembre 2005 : le pape Benoît XVI lui attribue le titre de vénérable.
- 4 octobre 2009 : béatification célébrée à la cathédrale Saint-Pierre de Ratisbonne par le cardinal Angelo Amato au nom de Benoît XVI.

Fête liturgique fixée au 10 juin.